# FC Slovan Liberec
Az FC Slovan Liberec egy cseh labdarúgócsapat Liberecben, jelenleg a Cseh labdarúgó-bajnokság élvonalában szerepel. A klub az egyik legsikeresebb a bajnokságban: kétszer nyert bajnoki címet; a nemzeti kupát is kétszer hódította el az utóbbi tíz évben. Gazdagabb csapatok közé tartozik. Fő szponzora a Preciosa, mely üveggyártással foglalkozik.

## Történelem
A TJ Slovan Liberec 1958. július 12-én alakult meg a Jiskra Liberec és a Slavoj Liberec összeolvadásakor. A Jiskra 1910-ben alakult meg. A Slavoj 1945-ben, mint SK Čechie Liberec formálódott meg. A második világháború előtt egy csapat se ért el komolyabb eredményeket. 1938 szeptemberében a Müncheni egyezmény értelmébe minden cseh szervezet és társaság megszűnt. A világháború után újra megalakultak a csapatok. 1953-ban a Slavoj, 1956 a Jiskra játszott fél évet az első osztályban. Az összeolvadás után a Slovan több évet töltött alacsonyabb osztályokban, míg 1977-ben elérte a csehszlovák másodosztályt. Csehszlovákia felbomlásáig a másod- és harmadosztály pályáit koptatta.
A cseh liga 1993-as megalakulásakor az elsőosztályba került és azóta ott is van, leginkább a középmezőnyben. 2002-ben elsőként lett bajnok, mint nem prágai csapat. Az akkori edző, Ladislav Škorpil irányítja ma is a csapatot. Egy szezonnal később bejutott a Bajnokok ligájának csoportkörébe, ahol a AC Milan-tól szenvedett vereség miatt kiesett. A 2004/05-ös szezonban a csapat korrupciós botrányba keveredett, ezért 6 pontot vontal le tőlük, de még így is ötödik helyen végeztek a szezon végén.
2007 júniusában a népszerű edző, Vítězslav Lavička lemondott klubvezetési problémákra és a sikertelen BL szereplésre hivatkozva. A Liberec az UEFA-kupában folytatta, ahol megverte az Crvena Zvezdát, így jó helyen végzett a csoportkörben. A következő idényben a csapat gyenkélkedett, Michal Zach edzőt leváltották és visszakerült Ladislav Škorpil a csapat edzői székébe. 6. helyen végeztek az idény végén. Ugyanebben az évben a csapat bemenetelt a Cseh labdarúgókupa döntőjébe, ahol büntetőpárbajban kapott ki az Sparta Prahától. A 2008/09-es UEFA-kupában botlott, amikor a szlovák MŠK Žilina megverte. Az idényt az előző bajnokkal a Sparta Praha-val kezdte, akit legyőzött 2–1-re. Az őszi szezonban az 5. helyen végzett. Tavasszal a csapat több értékes győzelmet is aratott például az FK Mladá Boleslav és az FK Teplice ellen. Andrej Kerić horvát származású csatár gólkirály lett 15 góllal. A Slovan a harmadik helyen végzett, így bejutott a 2009–2010-es Európa-ligába.

## Csapatnevek és a logó
- 1958 – TJ Slovan Liberec (Tělovýchovná jednota Slovan Liberec)
- 1980 – TJ Slovan Elitex Liberec (Tělovýchovná jednota Slovan Elitex Liberec)
- 1993 – FC Slovan Liberec (Football Club Slovan Liberec)
- 1993 – FC Slovan WSK Liberec (Football Club Slovan Wimpey-Severokámen Liberec, a.s.)
- 1994 – FC Slovan WSK Vratislav Liberec (Football Club Slovan Wimpey-Severokámen Vratislav Liberec, a.s.)
- 1995 – FC Slovan Liberec (Football Club Slovan Liberec, a.s.)

A logón megtalálhatók a csapat színei (kék-fehér) és egy hegy - a Ještěd - aminek a tetején Ještěd-torony található.

## Díjak
- Gambrinus liga (Cseh labdarúgó-bajnokság)
  - Győztes (2): 2001/2002, 2005/2006
- Pohár ČMFS (Cseh labdarúgó-kupa)
  - Győztes (1): 2000
- UEFA-kupa
  - Negyeddöntő: 2002
- Intertotó-kupa
  - Döntős: 2004

## Eredmények a Gambrinus Ligában
| Szezon  | Helyezés | Pontok | Gólkülönbség |
| ------- | -------- | ------ | ------------ |
| 1993-94 | 10.      | 32     | 36:32        |
| 1994-95 | 4.       | 51     | 49:46        |
| 1995-96 | 7.       | 44     | 34:30        |
| 1996-97 | 5.       | 46     | 33:30        |
| 1997-98 | 5.       | 47     | 39:32        |
| 1998-99 | 9.       | 38     | 33:34        |
| 1999-00 | 8.       | 38     | 21:24        |
| 2000-01 | 6.       | 45     | 39:31        |
| 2001-02 | 1.       | 64     | 55:26        |
| 2002-03 | 4.       | 50     | 33:30        |
| 2003-04 | 6.       | 46     | 38:27        |
| 2004-05 | 5.       | 46     | 45:26        |
| 2005-06 | 1.       | 59     | 43:22        |
| 2006-07 | 4.       | 58     | 44:22        |
| 2007-08 | 6.       | 44     | 35:31        |
| 2008-09 | 3.       | 52     | 41:28        |

## Nemzetközi kupaszereplés
| Szezon  | Verseny        | Kör                   | Ország        | Klub                    | Eredmény                   |
| ------- | -------------- | --------------------- | ------------- | ----------------------- | -------------------------- |
| 2000/01 | UEFA-kupa      | Első kör              | Svédország    | IFK Norrköping          | 2-2, 2-1                   |
|         |                | Második kör           | Anglia        | Liverpool FC            | 0-1, 2-3                   |
| 2001/02 | UEFA-kupa      | Első kör              | Szlovákia     | ŠK Slovan Bratislava    | 2-0, 0-1                   |
|         |                | Második kör           | Spanyolország | Celta de Vigo           | 1-3, 3-0                   |
|         |                | Harmadik kör          | Spanyolország | RCD Mallorca            | 3-1, 1-2                   |
|         |                | Negyedik kör          | Franciaország | Olympique Lyon          | 1-1, 4-1                   |
|         |                | Negyeddöntő           | Németország   | Borussia Dortmund       | 0-0, 0-4                   |
| 2002/03 | UEFA BL        | Harmadik selejtezőkör | Olaszország   | AC Milan                | 0-1, 2-1                   |
| 2002/03 | UEFA-kupa      | Első kör              | Grúzia        | Dinamo Tbilisi          | 3-2, 1-0                   |
|         |                | Második kör           | Anglia        | Ipswich Town FC         | 0-1, 1-0 (4-2 büntetőkkel) |
|         |                | Harmadik kör          | Görögország   | Panathinaikósz          | 2-2, 0-1                   |
| 2003    | Intertotó-kupa | Második kör           | Írország      | Shamrock Rovers         | 2-0, 2-0                   |
|         |                | Harmadik kör          | Spanyolország | Racing de Santander     | 1-0, 2-1                   |
|         |                | Középdöntő            | Németország   | FC Schalke 04           | 1-2, 0-0                   |
| 2004    | Intertotó-kupa | Második kör           | Szlovákia     | FK ZTS Dubnica          | 2-1, 5-0                   |
|         |                | Harmadik kör          | Hollandia     | Roda JC                 | 1-0, 1-1                   |
|         |                | Középdöntő            | Franciaország | FC Nantes               | 1-0, 1-2                   |
|         |                | Döntő                 | Németország   | FC Schalke 04           | 1-2, 0-1                   |
| 2005    | Intertotó-kupa | Második kör           | Izrael        | Beitar Jerusalem        | 5-1, 2-1                   |
|         |                | Harmadik kör          | Hollandia     | Roda JC                 | 0-0, 1-1                   |
| 2006/07 | UEFA BL        | Harmadik selejtezőkör | Oroszország   | FC Szpartak Moszkva     | 0-0, 1-2                   |
| 2006/07 | UEFA-kupa      | Első kör              | Szerbia       | FK Crvena Zvezda        | 2-0, 2-1                   |
|         |                | Csoportkör            | Spanyolország | Sevilla FC              | 0-0                        |
|         |                | Csoportkör            | Portugália    | SC Braga                | 0-4                        |
|         |                | Csoportkör            | Svájc         | Grasshopper-Club Zürich | 4-1                        |
|         |                | Csoportkör            | Hollandia     | AZ                      | 2-2                        |
| 2007    | Intertotó-kupa | Második kör           | Kazahsztán    | Tobol Kostanay          | 1-1, 0-2                   |
| 2008/09 | UEFA-kupa      | Második selejtezőkör  | Szlovákia     | MŠK Žilina              | 1-2, 1-2                   |
| 2009/10 | Európa-liga    | Harmadik selejtezőkör | Liechtenstein | FC Vaduz                | 1-0, 2-0                   |
|         |                | Negyedik selejtezőkör | Románia       | FC Dinamo Bucureşti     |                            |

## Keret
| #  |              | Poszt | Név                                         |
| -- | ------------ | ----- | ------------------------------------------- |
| 1  | Csehország   | K     | Zbyněk Hauzr                                |
| 7  | Csehország   | CS    | Jan Nezmar                                  |
| 8  | Csehország   | V     | Jiří Liška                                  |
| 9  | Csehország   | CS    | Ondřej Smetana                              |
| 10 | Csehország   | KP    | Marcel Gecov                                |
| 11 | Csehország   | V     | Miroslav Holeňák (csapatkapitány-helyettes) |
| 13 | Horvátország | V     | Renato Kelić                                |
| 14 | Csehország   | V     | Pavel Košťál                                |
| 15 | Horvátország | CS    | Andrej Kerić                                |
| 16 | Csehország   | K     | Zdeněk Zlámal                               |
| 17 | Csehország   | V     | Tomáš Janů (csapatkapitány)                 |

| #  |              | Poszt | Név                 |
| -- | ------------ | ----- | ------------------- |
| 18 | Csehország   | KP    | Bořek Dočkal        |
| 19 | Horvátország | V     | Lovre Vulin         |
| 20 | Csehország   | KP    | Tomáš Frejlach      |
| 21 | Csehország   | V     | Radek Dejmek        |
| 23 | Csehország   | KP    | Petr Papoušek       |
| 25 | Csehország   | KP    | Jakub Dohnálek      |
| 26 | Litvánia     | CS    | Tomas Radzinevičius |
| 28 | Csehország   | CS    | Jan Blažek          |
| 29 | Csehország   | CS    | Filip Dort          |

## Legendás játékosok
| - Leandro Lázzaro - Andrej Kerić - Filip Hološko - Ivan Hodúr - Peter Šinglár - Baffour Gyan - Marek Čech - Martin Hašek - Jan Polák - Václav Koloušek - Jiří Bílek | - Martin Jiránek - Jan Nezmar - Tomáš Janů - Jiří Štajner - Daniel Pudil - Roman Týce - Jiří Jarošík - Antonín Kinský - Ladislav Maier - Tomáš Zápotočný - Radek Bejbl - Theodor Gebre Selassie |

## Fordítás
- Ez a szócikk részben vagy egészben  a   FC Slovan Liberec című angol Wikipédia-szócikk ezen változatának fordításán alapul.  Az eredeti cikk szerkesztőit annak laptörténete sorolja fel. Ez a jelzés csupán a megfogalmazás eredetét és a szerzői jogokat jelzi, nem szolgál a cikkben szereplő információk forrásmegjelöléseként.